# Aleksandr Golovín (artista)
Aleksandr Yákovlevich Golovín (en ruso: Алекса́ндр Я́ковлевич Голови́н; 1 de marzo calendario juliano; 17 de febrero de 1863, Moscú - 17 de abril de 1930, Détskoye Seló (actual Pushkin) en las afueras de San Petersburgo) fue un importante artista ruso y diseñador escénico que realizó puestas escénicas para muchas producciones de Serguéi Diáguilev, Konstantín Stanislavski y Vsévolod Meyerhold.
Golovín inicialmente estudió arquitectura, y luego se cambió a la pintura. También asistió a la Académie Colarossi. Debido a dificultades financieras, antes de su graduación trabajó como pintor y decorador de interiores comercial. También intentó trabajar en diseño de ebanistería. En 1900, tomó parte en el diseño del pabellón de la Rusia Imperial en la Exposición Universal de París (1900) junto con su amigo Konstantín Korovin. Él estudió en la Academia Vitti en París. En 1901, se trasladó a la región de San Petersburgo desde Moscú.

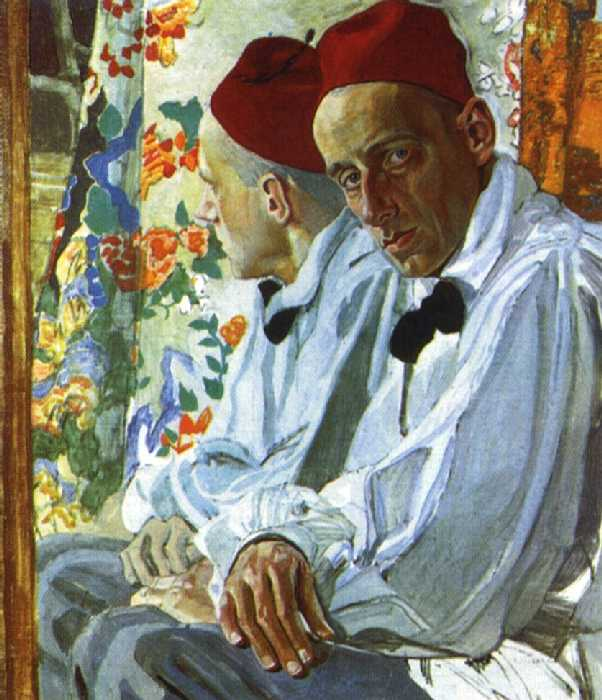
Retrato de Vsévolod Meyerhold, obra de Aleksandr Golovín (1917).

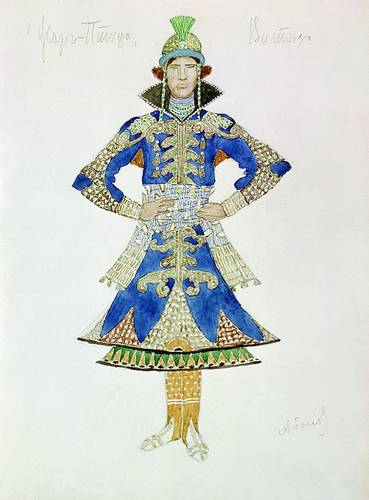
Traje del caballero para el ballet Pájaro de fuego, boceto de Aleksandr Golovín (1910).

Fue ahí donde logró convertirse en un diseñador escénico, combinando simbolismo y modernismo en producciones operáticas y dramáticas para Diáguilev, Vsévolod Meyerhold y otros. Después de la Revolución Rusa de 1917, Golovín encontró cada vez menos trabajo en el teatro, y así regresó a la pintura y la ilustración gráfica. Murió en Détskoye Seló el 17 de abril de 1930.
Uno de los escenógrafos y figurinistas más importantes de la historia del teatro, Golovín ha diseñado los decorados y el vestuario para el primer montaje (la ópera Borís Godunov de Modest Músorgski) para las Temporadas Rusas en París (1908) fundadas por Serguéi Diáguilev, que a partir de 1909 serían conocidas como los Ballets Rusos.
Golovín proporcionó la escenografía para la producción original de 1910 del ballet El pájaro de fuego de Ígor Stravinski.
Miembro del movimiento Mir iskusstva (El Mundo del Arte) y académico de la Academia Imperial de las Artes desde 1912, ocupó en la plantilla de los Teatros Imperiales de San Petersburgo el puesto de pintor-decorador jefe. De 1908 a 1917, colaboró con Meyerhold en nueve montajes, entre los que destacan Don Juan de Molière (1910) y Baile de Máscaras de Mijaíl Lérmontov (25 de febrero de 1917), un espectáculo cuya preparación duró casi cinco años. En 1927 y 1930, trabajó en dos montajes del Teatro de Arte de Moscú.
Definidos por sus contemporáneos como "poemas realizados en tejidos", los figurines de Golovín son ejemplares no solo por su calidad artística, precisión en los detalles y conocimiento profundo de las épocas, sino también por la extraordinaria claridad en la expresión. Maestro del color, texturas y acabados, Golovín era capaz de diseñar varias propuestas para un solo montaje, cualquier cantidad de atrezzo y unos diez trajes por cada personaje.